# Ричард де Ревьер
Ричард де Ревьер (иногда Ричард де Редверс; фр. Richard de Reviers, англ. Richard de Redvers; ум. 8 сентября 1107) — нормандский рыцарь, участник нормандского завоевания Англии, основатель английского дома де Ревьер, впоследствии — графов Девона и лордов острова Уайт.

## Биография
Происхождение Ричарда де Ревьера однозначно не установлено. Исходя из нескольких грамот дарения земель аббатству Святой Троицы в Руане, вероятным отцом Ричарда был Вильгельм де Вернон, сеньор замка Вернон в Верхней Нормандии, принадлежащий, очевидно, к среднему слою нормандской аристократии. По другой версии, Ричард был сыном Болдуина Фиц-Гилберта, будущего шерифа Девоншира, брата Ричарда Фиц-Гилберта, основателя дома де Клеров. Второе предположение, однако, является менее обоснованным. Матерью Ричарда, по всей видимости, была Эмма де Крепон, сестра Вильяма Фиц-Осберна, одного из ближайших соратников короля Вильгельма Завоевателя. Это подтверждается свидетельством Карисбрукских анналов, в которых Ричард де Ревьер назван племянником Вильяма Фиц-Осберна, первого лорда острова Уайт.
Во владении Ричарда, очевидно, находились сеньории Ревьер в Бессене, Негу в Котантене и Вернон в нормандской части Вексена. По названию первой из них Ричард и его потомки получили фамилию де Ревьер (фр. Reviers) (латинская версия — de Ripariis). Позднее, после переселения в Англию, звучание фамилии подверглось англизации и превратилось в Редверс (англ. Redvers). Иногда в средневековых источниках также встречается написание Риверс (англ. Rivers).
Первые сведения о Ричарде де Ревьер датируются 1058 годом, когда герцог Вильгельм назначил его командующим гарнизоном замка Тимер, недалеко от Дрё, на границе с доменом короля Франции. В 1066 году Ричард принял участие в нормандском завоевании Англии и сражался в битве при Гастингсе. Тем не менее, после раздела английских земель между нормандцами, Ричарду досталось относительно немного: сеньория Мостертон в Дорсете, площадью пахотных земель всего в шесть гайд (по данным «Книги страшного суда», 1086), а также ряд небольших ленов в качестве вассала более крупных феодалов (в частности, Роберта де Мортена).
Рост могущества Ричарда де Ревьера и его вхождение в круг высшей англонормандской аристократии произошёл в период правления Генриха I. Ричард был одним из первых баронов, поддержавших вступление Генриха на английский престол в 1100 году, и впоследствии активно участвовал в борьбе последнего с другим претендентом — Робертом Куртгёзом. За это король пожаловал Ричарду обширные земельные владения в Девоне — Тайвертон, Хонитон и Плимптон, а также право на треть судебных доходов графства Девоншир. Передача Ричарду де Ревьеру трети судебных доходов графства иногда рассматривается как свидетельство того, что Ричард получил титул графа Девона: «графская треть» в ранненормандский период считалось неотъемлемым правом носителей графского титула. Тем не менее, не сохранилось ни одного документа, в котором Ричард был бы назван графом. Помимо владений в Девоне, в 1102 году Генрих I передал де Ревьеру остров Уайт, бывшее владение Вильяма Фиц-Осберна, его предположительного дяди, которое в 1075 году было конфисковано королём после подавления «мятежа трёх графов». Впоследствии остров Уайт оставался владением де Ревьеров вплоть до конца XIII века и являлся основой из территориального могущества, а замок Карисбрук на острове служил главной резиденцией рода.
Ричард де Ревьер скончался в 1107 году в Котантене, вероятно сопровождая короля Генриха I в его кампании по завоеванию Нормандии. Он был похоронен там же, в монастыре Монтебур, в основании которого Ричард, по-видимому, принимал участие.

## Брак и дети
Ричард де Ревьер был женат на Аделизе Певерел (ум. после 1156), дочери Вильгельма Певерела, одного из участников нормандского завоевания Англии и крупного землевладельца в Ноттингемшире и Дербишире. Их дети:
- Болдуин де Ревьер (ум. 1155), 1-й граф Девон (c 1141), наследник английских владений де Ревьеров, женат первым браком на Аделизе, вторым браком на Люси де Клер (ум. после 1155), дочери Ричарда Фиц-Гилберта де Клера, графа Хертфорда;
- Вильгельм де Вернон, сеньор де Вернон и де Негу, наследник нормандских владений де Ревьеров, женат на Люсии де Сент-Флоксель, дочери Гильома де Танкарвиля. Вильгельм де Вернон является основателем нормандского дворянского рода де Вернон;
- Губерт де Вернон;
- Роберт де Сент-Мер-Эглис;
- Хависа де Ревьер (ум. после 1161), замужем за Вильгельмом де Румаром, сенешалем Нормандии и графом Линкольна.